# 플래그 (용어)
플래그(flag, 일본어: フラグ)는 일본의 소설, 비디오 게임, 애니메이션, 만화 등의 용어이다. 특정 사건을 발생시키기 위한 조건이 만족되면 '플래그가 서다'라고 표현한다. 요즘에는 복선 등의 의미를 표현하는데, 연애 플래그, 사망 플래그 등으로도 사용된다.